# Echinogorgia umbratica
Echinogorgia umbratica is een zachte koraalsoort uit de familie Plexauridae. De koraalsoort komt uit het geslacht Echinogorgia. Echinogorgia umbratica werd in 1791 voor het eerst wetenschappelijk beschreven door Esper. 